# Guia GEMMA

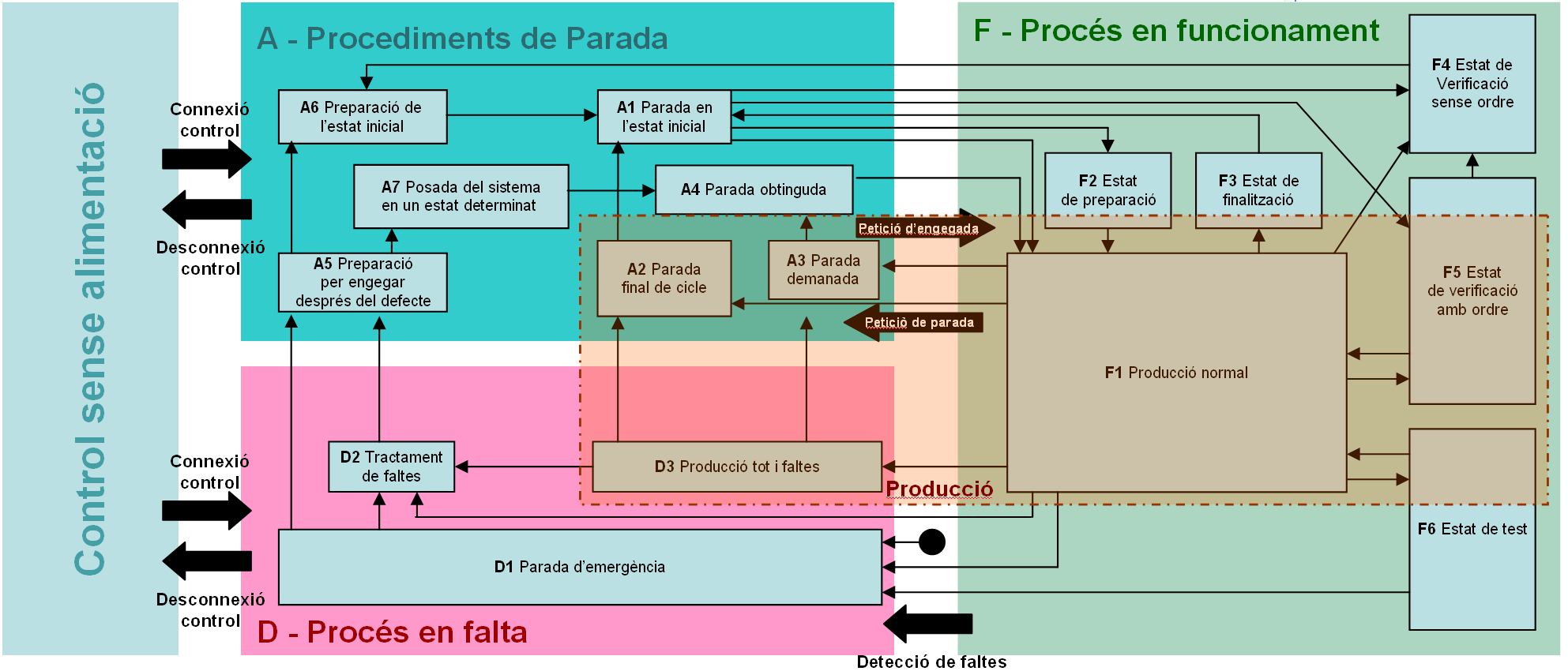
Diagrama bàsic de la guia GEMMA.

La guia GEMMA és un esquema gràfic que permet mostrar de forma fàcil i intel·ligible els diferents estats i modes de funcionament d'un sistema, així com les condicions i protocols per a passar d'un estat a un altre.

## Descripció
Els sistemes automatitzats, generalment, estan controlats per autòmats programables que controlen els modes en què es pot trobar el procés. Així, doncs, sovint ens podem trobar que el procés s'ha de parar ja sigui degut a un avís programat (per exemple arriba la fi de la jornada) o per un problema inesperat (per exemple per una falla o per falta de material).
Per tal d'evitar que cada fabricant es creés un model diferent per representar aquest estats de funcionament i parada i les transicions entre ells, l'ADEPA (Agence nationale pour le Développement de la Productique Appliquée à l'industrie, Agència nacional francesa pel desenvolupament de la probòtica aplicada a la indústria) va decidir fixar una forma universal de definir els diferents estats, a la qual va anomenar GEMMA.

## Estats
Bàsicament la guia contempla dos estats principals en el sistema: quan el sistema no està alimentat i quan ho està. A més, quan el sistema està alimentat podem diferenciar tres situacions diferents: en funcionament (F), en parada (A) i en defecte (D).

### Sense alimentació
En si mateix aquest estat no és important perquè el sistema no fa res, en aquest cas el que interessarà seran les transicions "des de" o "fins a" aquest estat.

### Amb alimentació
Quan el sistema es troba amb alimentació ens podem trobar que estigui en tres estats totalment diferents: en funcionament, parat i en defecte. Tot i el que pugui semblar, el procés en aquests estats pot produir encara que en alguns d'ells aquest producció no sigui aprofitable.

#### Funcionament
El mode de treball en funcionament conté al seu torn sis sub-estat, els quals podem agrupar en els grups de funcionament normal (F1 a F3) i prova i verificació del sistema (F4 a F6).
- F1 Estat de producció. És l'estat de producció normal del sistema i que pot no estar automatitzat. A aquest estat estaria associat al *GRAFCET base del sistema.
- F2 Estat de preparació bàsic. Correspon a la preparació de la màquina per al funcionament (preescalfament, preparació de components, etc.).
- F3 Estat de finalització. Correspon a la fase de buidatge i/o neteja que moltes màquines han de realitzar abans de parar o de canviar algunes característiques del producte.
- F4 Estat de verificació sense ordre. En aquest cas, la màquina pot realitzar qualsevol moviment (o uns determinats moviments preestablerts). Es fa servir per a tasques de manteniment i verificació.
- F5 Estat de verificació ordenat. En aquest cas la màquina realitza el cicle complet de funcionament en ordre però al ritme fixat per l'operador. Es fa servir per a tasques de manteniment i verificació. En aquest estat existeix la possibilitat que la màquina produeixi.
- F6 Estat de prova. Permeten realitzar les operacions d'ajustament i de manteniment preventiu.

#### Parada
Aquest grup conté totes les formes en les quals el sistema pot estar parat (A1 i A4), els quals fan para el sistema (A2 i A3) i els que permeten passar el sistema d'un estat de defecte a un estat de parada (A5 a A7). Correspon a totes les parades causades per raons externes al procés.
- A1 Parada a l'estat inicial. És l'estat normal de repòs de la màquina. Es representa amb un rectangle doble. La màquina normalment es representa en aquest estat en plans, esquemes elèctrics, etc.). Correspon, habitualment, amb l'etapa inicial d'un GRAFCET.
- A2 Parada demanada a final de cicle. És un estat transitori en el qual la màquina, que fins a aquell moment estava produint normalment, ha de produir només fins a acabar el cicle actual i parar a l'estat inicial.
- A3 Parada demanada a un estat determinat. És un estat transitori en el qual la màquina, que fins a aquell moment estava produint normalment, ha de produir només fins a arribar a un punt del cicle.
- A4 Parada obtinguda. És l'estat de repòs de la màquina en qualsevol estat (diferent a l'estat inicial).
- A5 Preparació per engegar després del defecte. Correspon a la fase de buidatge, neteja o posada en ordre que en molts casos s'ha de fer després d'un defecte.
- A6 Posada del sistema en l'estat inicial. El sistema és dut fins a la situació inicial (normalment situació de repòs); una vegada realitzat, la màquina passa a estar desocupada en l'estat inicial.
- A7 Posada del sistema en un estat determinat. El sistema és dut fins a una situació concreta diferent de la inicial. Una vegada realitzat, la màquina passa a estar parada.

#### Defecte
Aquest grup de procediments conté tots els estats en els quals el sistema està en defecte tant si està produint (D3), està parat (D1) o està en fase de diagnòstic o tractament del defecte (D2). Corresponen a totes les parades per causes internes al procés.
- D1 Desocupada d'emergència. No tan solament conté la parada d'emergència sinó també totes aquelles accions necessàries per a dur el sistema a una situació de parada segura.
- D2 Diagnòstic i/o tractament dels defectes. Permet, amb l'ajuda, o sense, de l'operador, determinar les causes del defecte i eliminar-les.
- D3 Producció tot i defectes. Correspon a aquells casos en els quals s'ha de continuar produint tot i que el sistema no treballa correctament. Inclou els casos en els quals, per exemple, es produeix per a esgotar un reactiu que no es pot guardar o aquells altres en els quals no es segueix el cicle normal atès que l'operador substitueix a la màquina en una determinada tasca a causa d'una avaria.